# 新斯塔夫 (赫梅利尼茨基州)
新斯塔夫（羅馬化：Novostav）是烏克蘭西部赫梅利尼茨基州舍佩蒂夫卡區伊賈斯拉夫市鎮的村莊。該村面積0.56平方公里，海拔高度250米，2001年人口98，人口密度每平方公里174.1人。